# Tom McCullough
Tom McCullough (22 de setembro de 1975) é um engenheiro automotivo britânico que atualmente trabalha para a equipe de Fórmula 1 da Aston Martin Aramco. Anteriormente ele havia trabalhado na categoria máxima do automobilismo mundial para Williams, Sauber, Force India e Racing Point.

## Carreira no automobilismo
McCullough teve uma breve carreira em corridas, participando de alguns eventos de Fórmula Ford 2000, mas ele usou principalmente a experiência para aprender sobre o lado da engenharia do esporte a motor. Ele frequentou a universidade com a ajuda da equipe da Champ Car, Reynard, e uma vez graduado, ele se juntou à equipe em seu departamento de pesquisa e desenvolvimento.
Quando a Reynard saiu do ramo em 2002, McCullough mudou-se, em novembro de 2002, para a Williams, ao optar pela equipe baseada em Grove, ele recusou uma oferta de emprego da Jaguar Racing. McCullough trabalhou inicialmente como engenheiro de dados para as equipes de testes e corridas da Williams, antes de liderar as operações de pista da equipe de testes. Posteriormente, ele se tornou um engenheiro de pista e trabalhou com Nico Hülkenberg em 2010, Rubens Barrichello em 2011 e Bruno Senna em 2011, McCullough deixar a Williams no final de 2012.
Para a temporada de 2013, McCullough foi trabalhar para a Sauber como chefe de engenharia de pista, mas ele passou apenas uma temporada com a equipe suíça. Após isso, ele priorizou o seu retorno para uma equipe britânica. Muitos acreditavam que ele seguiria Nico Hülkenberg com destino a Force India para a temporada de 2014, e assim aconteceu. McCullough juntou-se à equipe com base em Silverstone a tempo para a primeira corrida do ano.
Ele permaneceu no cargo de diretor de engenharia de performance após a aquisição da Force India por um consórcio liderado por Lawrence Stroll que transformou a equipe na Racing Point Force India para disputar a segunda metade da temporada de 2018, na Racing Point entre 2019 e 2020 e na Aston Martin a partir de 2021.
Em junho de 2021, como parte de uma reestruturação técnica, a Aston Martin confirmou que McCullough permaneceria a ser responsável pela engenharia e performance de pista sob o novo título de diretor de performance. Em 10 de janeiro de 2025, a Aston Martin anunciou que seu então chefe de equipe, Mike Krack, havia sido realocado para o cargo de diretor de pista. Com isso, as funções que eram de responsabilidade de McCullough, foram assumidas por esta nova posição de Krack, embora McCullough permanecesse na equipe em uma posição de liderança onde ele supervisiona outras atividades de corrida da Aston Martin.